# André Frédérique
André Frédérique, född den 27 februari 1915 i Nanterre i Frankrike, död den 17 maj 1957 i Paris i Frankrike, var en fransk apotekare och poet. Han var son till en polisofficerare. Han blev medlem av den parisiska bohemen (blev vän med bland andra Jean Carmet). Hans verk, ofta full av svart humor (som inte hindrade honom från att begå självmord, orsakad av känslor av metafysisk hopplöshet), är snarlik Henri Michauxs författarskap.

## Utgivna verk
- Ana, Éd. Plaisir du prince, 1945
- Histoires blanches, Gallimard, 1946 (utgiven med hjälp av Raymond Queneau)
- Aigremorts, Guy Lévis-Mano, 1947
- Poésie sournoise, Seghers, 1957